# Pla de la Rajoleria
Can Serra o Pla de la Rajoleria és un jaciment paleolític al municipi de Camós (Pla de l'Estany), inclòs a l'Inventari del Patrimoni Arqueològic i Paleontològic de Catalunya.
Situat en uns camps dins el paratge anomenat Pla de la Rajoleria a l'aire lliure, es tracta d'un jaciment probablement paleolític. El jaciment de Can Serra és Les seves coordenades UTM són X: 481500.59 Y: 4659750.87, està situat a una alçada de 150 msnm.
El Sr. Joan Abad, membre de l'Associació Arqueològica de Girona va localitzar dues peces de quars de suposada cronologia paleolítica. No s'ha pogut estudiar les restes trobades, es desconeix doncs si són d'origen antròpic o no.